# Anastasiya Románova (halterófila)
Anastasiya Olégovna Románova –en ruso, Анастасия Олеговна Романова– (Dzerzhinsky, 2 de octubre de 1991) es una deportista rusa que compite en halterofilia.
Ganó una medalla de bronce en el Campeonato Mundial de Halterofilia de 2015 y tres medallas en el Campeonato Europeo de Halterofilia, entre los años  2017 y 2021.

## Palmarés internacional
| Campeonato Mundial | Campeonato Mundial       | Campeonato Mundial | Campeonato Mundial |
| Año                | Lugar                    | Medalla            | Categoría          |
| ------------------ | ------------------------ | ------------------ | ------------------ |
| 2015               | Houston (Estados Unidos) | Medalla de bronce  | 69 kg              |
| Campeonato Europeo |                          |                    |                    |
| Año                | Lugar                    | Medalla            | Categoría          |
| 2017               | Split (Croacia)          | Medalla de oro     | 69 kg              |
| 2019               | Batumi (Georgia)         | Medalla de oro     | 71 kg              |
| 2021               | Moscú (Rusia)            | Medalla de bronce  | 76 kg              |